# العلاقات العراقية المصرية
العلاقات العراقيَّة المصريَّة وهي العلاقات الدُبلوماسيَّة الدوليَّة بين دولتي مصر والعراق، لدى مصر سفارة وقُنصليَّة في بغداد وقُنصليَّة في أربيل، ولدى العراق سفارة في القاهرة وقُنصليَّة في الجيزة. تاريخيًا تُعتبر العلاقات بين الدولتين قديمة ومُعقدة إلا أن العلاقات الوديَّة الحديثة ابتدأت عقب قيام المملكة العراقيَّة في 21 آب (أغسطس) 1921. تُعد الدولتان من الدول المُؤسسة لجامعة الدول العربيَّة ومُنظمة الأمم المُتحدة.

## التاريخ
العلاقات بين الدولتين مرت بمراحل جيدة بين البلدين لكنها في بعض الوقت مرت بمراحل سيئة كادت أن تصل إلى الحرب بين البلدين، حيث كان البلدين يتمتعان بعلاقات جيدة في أيام نظامهما الملكي وعززت العلاقات بين البلدين بعد حرب 1948 بعد احتلال فلسطين من الصهاينة والناتو، إلا بعد سنة ثورة 23 يوليو في سنة 1952 وسقوط الحكم الملكي في مصر ساءت العلاقات بين البلدين بشكل كبير حيث ساندت مصر حركة القوميين العرب لقلب نظام الحكم الملكي في العراق بعد أن ترأس مصر جمال عبد الناصر الحكم هناك أيضا، في سنة 1956 وبعد سقوط النظام الملكي في سوريا تم الآتحاد العربي بين مصر وسوريا وتم تأسيس الجمهورية العربية المتحدة، فرد العراق بالآتحاد مع الأردن وتكوين الاتحاد الهاشمي العربي برئاسة نوري السعيد، إلا أن ثورة 1958 بقيادة عبد الكريم قاسم أرجع العلاقات بين البلدين لفترة مؤقتة إلا أن موقف عبد الكريم قاسم وتصديه للقوميون عرب أدى إلى توتر العلاقات بل وأكثر من السابق، فساندت مصر الحركات الثورية ضده وخصوصاً في ثورة الشواف في سنة 1959، بقيت العلاقات سيئة إلى إنقلاب 1963 بقيادة عبد السلام عارف بمساندة القوميين العرب ومنهم حزب البعث العربي الاشتراكي، فأصبحت العلاقات جيدة بين البلدين بأفضل منذ تاريخ تأسيس الدولتين وكان العراق في طريقه للاتحاد مع الجمهورية العربية المتحدة، إلا أن تصارع حزب البعث مع العارفيين في الحصول على السلطة لتتلوه حرب الأيام الستة في سنة 1967 قطعت معها أمال قيام الاتحاد وذلك بعد تفكك الجمهورية العربية المتحدة إلا أن العراق ساند مصر وسوريا في حربهما، كما أن العراق شارك في حرب 1973 وكان ثالث أكبر جيش عربي في الحرب بعد الجيش المصري والسوري فساهم بشكل كبير في تحرير سيناء وتحرير هضبة الجولان من الاحتلال الإسرائيلي، بعد ذلك بقيت العلاقات مستقرة، إلا أنها عادت غير جيدة بعد زيارة الرئيس المصري أنور السادات لإسرائيل في سنة 1976، كما أنها إنقطعت تماما بعد توقيع اتفاقية كامب ديفيد في سنة 1979، سائت العلاقات أكثر بعد مساندة مصر من قبل رئيسها حسني مبارك في لإرسال القوات العربية لتحرير الكويت بعد غزو العراق للكويت في سنة 1991، إلا أن العلاقات بين البلدين عادت جزئيا بعد غزو العراق في 2003.